# Taller de carpintería de Kane Kwei
El Taller de carpintería Kane Kwei fue creado en Teshie, Ghana, hacia los años cincuenta. Es conocido por hacer ataúdes de formas creativas que se convirtieron en símbolo de la cultura africana.

## Historia
Seth Kane Kwei (1922-1992) era un carpintero establecido en Teshie, en las afueras de Accra en Ghana. Se le considera el inventor en el inicio de 1950 de los ataúdes de diseño o los ataúdes de fantasía, llamado Abebuu adeka ("cajas de proverbios") por el grupo étnico dominante de la región de Acra.
El uso de estos ataúdes para los entierros en el país de Ga se inicio a partir de la década de los sesentas y se convirtió en una verdadera tradición. Los ataúdes de diseño se reconocen como un símbolo en la creación contemporánea en África.
A la muerte de Kane Kwei, sus hijos se hicieron cargo del taller hasta hoy, haciendo de estos ataúdes tarea de la familia durante varias décadas.
Desde el 2005, Eric Adjetey Anang revitaliza la creatividad de los ataúdes introduciendo nuevos modelos, pero manteniendo el mismo espíritu y las mismas técnicas.
Se han establecido en Teshie y en la región de Acra, cerca de diez talleres de carpintería que producen ataúdes semejantes. Entre ellos, están Tei en Dorwanya, Lay y en Teshie Hola, Tetteh en Amasaman y Red Tetteh en Ningo. Sus patrones son antiguos aprendices de Kane Kwei o sus sucesores. Por otra parte están los talleres de Kudjoe Affutu y el maestro de artesanos Paa Paa Joe y Willie en Nungua, ambos carpinteros capacitados en el taller de Kane Kwei, antes de que abrieron sus propios talleres.

## El Taller
El taller de Kane Kwei utiliza madera clara como wawa (madera blanca) o "emien" para los ataúdes destinados a los funerales. Los destinados a la exportación como obras de arte, están hechos de madera más fuerte y costosa como la caoba africana o limba.
El taller Kane Kwei está profundamente anclado en la tradición Ga, tanto por la génesis de sus productos, por los protocolos de elaboración, y por su funcionamiento sobre la base de los aprendices, cuyo número puede llegar a diez. Al final del aprendizaje, que dura de dos a cinco años, se organiza una ceremonia tradicional. En esta ocasión, el aprendiz tiene que pagar una suma de dinero, donar bebidas alcohólicas, una sombrilla, y un par de sandalias para el jefe del taller. Al final se le entrega un certificado. 
El proceso de fabricación del ataúd comienza por la observación escrupulosa de los documentos visuales que reproduce el modelo considerado. No se realizan planos ni bocetos como requisito previo para su fabricación.
Algunas unidades han sido adquiridas desde los años 70 por algunos galeristas Americanos (Vivian Burns en 1973, Ernie Wolfe, ambos de Los Ángeles) A partir de 1989, estos objetos llegaron a tener un reconocimiento internacional como obras de arte.
Sus sucesivas apariciones en las exposiciones Magiciens de la terre (1989, Museo Nacional de Arte Moderno Centro Georges Pompidou, París y Grande Halle de la Villette, París y "África explores" (1992, Nueva Museo de Arte Moderno, Nueva York) eran los mecanismos de liberación de este reconocimiento.
Por iniciativa del taller, se han creado asociaciones artísticas con estructuras como las occidentales y han organizado residencias de artistas extranjeros.

## Exposiciones

### Exposiciones colectivas
- 2005 "Arts of Africa“, Grimaldi Forum, Mónaco, Francia
- 2005 "African Art Now”, Museum of Fine Art, Houston, USA
- 2005 "Sexualität und Tod - AIDS in der Zeitgenössischen Afrikanischen Kunst", RJM Museum, Colonia, Alemania.
- 2003 "Ghana: hier et aujourd’hui Ghana: Yesterday and today", Musée Dapper, Paris, Francia[7]
- 1998 "AFRICA Vibrant New Art from a Dynamic Continent”, Tobu Museum of Art, Tokio, Japón.
- 1996 "Neue Kunst aus Afrika“, Haus der Kulturen der Welt, Berlín, Alemania.
- 1993 "Skizzen eines Projektes“, Ludwig Forum für internationale Kunst, Aquisgran, Alemania.
- 1991 "Africa Explores: 20th Century African Art”, New Museum of Contemporary Art, Nueva York, USA.
- 1989 "Magiciens de la Terre”, National Museum of Contemporary Art - Georges Pompidou Center, La Grande Halle de la Villette, Paris, Francia.

### Exposiciones personales
- 2000 "Ein Fisch für die letzte Ruhe“, Museum auf dem Ohlsdorfer Friedhof, Hamburgo, Alemania.[8]
- 1998 "Kane Kwei”, Museum of Contemporary and Modern Art, Ginebra, Suiza.
- 1997 "Wie das Leben, so der Sarg...Nam June Paik“, Ifa Gallery, Bonn, Alemania.

## Películas
1.	Sépulture sur mesure. Film by Philippe Lespinasse. Grand Angle Production. archivos foto y video por Regula Tschumi, 2009
2.	Les cercueils de Monsieur Kane Kwei, Thierry Secretan, 1989